# 222
El 222 (CCXXII) fou un any comú començat en dimarts de l'edat antiga.

## Esdeveniments
- Urbà I és escollit papa
- Sever Alexandre succeeix a Elagàbal com a emperador de Roma quan aquest és assassinat[1]
- Creació del regne de Wu Oriental
- Batalla de Xiaoting

## Necrològiques
- 11 de març: Elagàbal és assassinat.
- Ma Chao, militar xinès
- Bardesanes, escriptor (data probable)
- Papak II, rei persa